# Fernando Valdivielso
Fernando Valdivielso (Madrid, 5 de julio de 1984) es un actor español de cine y televisión que ha participado en diversas películas y series, especialmente reconocido por su interpretación en No matarás, por la que fue nominado en los Premios Goya como mejor actor revelación.

## Biografía
Fernando nació el 5 de julio de 1984 en Madrid. Tras estudiar interpretación en diferentes instituciones, comenzó su carrera en televisión en 2007 interpretando a Josu Mújica en la película televisiva de TVE Fago. Desde entonces ha participado en diversas ficciones televisivas populares como Pulsaciones, El accidente, Las chicas del cable o Vis a vis, entre otras.
En 2009 protagoniza el cortometraje de Isabel de Ocampo Miente, interpretación por la que obtiene el premio al mejor actor en el Festival de Cine de l'Alfàs del Pi.
En cine ha participado en las películas La corona partida de Jordi Frades, Hasta el cielo de Daniel Calparsoro y No matarás, dirigida por David Victori, por la que fue nominado en los Premios Goya como mejor actor revelación en la 35.ª edición.
En 2019 tiene un papel recurrente en la serie de televisión de Telecinco Señoras del (h)AMPA, donde interpreta a Chivo. Ese mismo año se incorpora con un papel secundario a la serie de TVE Cuéntame cómo pasó.

## Premios
- 2012: Premio a Mejor actor en el Festival de Cine de l'Alfàs del Pi por su interpretación de Jefe de la Mafia en Miente.
- 2021: Nominado a Mejor actor revelación en los Premios Goya por su interpretación de Ray en No matarás.